# Gerstunger Forst
Der Gerstunger Forst ist ein geschlossenes Waldgebiet zwischen Gerstungen und der hessisch-thüringischen Landesgrenze im Westen des Wartburgkreises. 

## Lage
Der Gerstunger Forst befindet sich naturräumlich im Richelsdorfer Gebirge. Es liegt nördlich der Bundesautobahn 4 (Abschnitt Richelsdorf–Wommen) und wird begrenzt von den Orten Gerstungen im Südwesten, Richelsdorf und Blankenbach im Westen, Herleshausen (Ortsteile Wölfterode und Unhausen) im Norden, Neustädt im Nordosten  und der Autobahn im Osten. Die Bundesstraße 400 umgeht den Forst im Westen und Norden. Der Wald erstreckt sich 4 km in Nord-Süd- und ebenso 4  km in Ost-West-Richtung.
Höchste Erhebungen sind Großer Armsberg (459 m ü. NN), Flötschkopf (421,2 m ü. NN), Schiffskopf (417 m ü. NN), Borkhahn (391,8 m ü. NN),
Kesselkopf (378,1 m ü. NN),   Schösserberg (377,9 m ü. NN), Fuldaischer Berg (332 m ü. NN) und der am Hauptzugang befindliche Straßberg (258,1 m ü. NN).

## Wirtschaft
Der Gerstunger Forst gehört zum Thüringer Forstamtsbereich Gerstungen-Marksuhl. Er wird seit Jahrhunderten von Forstwirtschaft und Jagd geprägt. Vorherrschend ist der Buchen-Altersklassenwald. Verschiedentlich wurden in den Kahlschlägen Fichten, Lärchen und Kiefern nachgepflanzt. Die Creuzburger Saline bezog von hier einen Großteil ihres Brennholzbedarfs.
Während der DDR-Zeit lag der Gerstunger Forst unzugänglich im  Sperrgebiet.

### Naturschutzgebiet Kohlbachtal
Das Naturschutzgebiet Kohlbachtal liegt im Zentrum des Gerstunger Forstes. Das über vier Kilometer entlang des Kohlbachs sich erstreckende Gebiet ist ein sehr artenreicher und vielfältiger Lebensraum. 1997 wurde das Gebiet wissenschaftlich untersucht. Zu den dominierenden Pflanzengesellschaften gehören der Erlen-Auwald, Röhrichte und Großseggenriede. Mit Unterstützung des Forstamtes Gerstungen-Marksuhl gelang es binnen kurzer Zeit Randbereiche der Fichtenmonokultur des Wirtschaftswaldes wieder zu renaturieren. Entlang des Hauptwanderweges finden sich zahlreiche Rastplätze und Informationstafeln.

## Tourismus
Das Waldgebiet ist touristisch durch Wanderwege erschlossen, Reiten, Waldwanderungen und Radfahren sind grundsätzlich auf den Forststraßen möglich. Das Kohlbachtal mit dem Kohlbach-Born und dem Jagdhaus Kohlbach ist eines der beliebtesten Naherholungsgebiete der Gerstunger.